# قائمة جزر المغرب
هذه قائمة جزر المغرب:
| الاسم                  | عدد الجزر | البحر          | التقسيم الإداري | تفاصيل | تحت سيادة | يطالب بها |
| ---------------------- | --------- | -------------- | --------------- | --- | --------- | --------- |
| جزر إشفارن             | 3         | البحر المتوسط  | رأس كبدانة      | أرخبيل مكون من ثلات جزر هي: (جزيرة عيشة ـ جزيرة إيدو ـ جزيرة أسني)، وهي جزر تحتلها إسبانيا منذ عام 1848. | إسبانيا   | المغرب    |
| جزيرة البرهان          | 2         | البحر المتوسط  | كاب تريس فوركاس | أرخبيل مكون من جزيرتين: (جزيرة البرهان) و (جزيرة نوبيس) الصغيرة و الموجودة شمال شرق البرهان، الجزيرتان تبعدان عن بعضهما البعض بحوالي 100 متر. وهي جزر تحتلها إسبانيا منذ عام 1540.                                                                                             | إسبانيا   | المغرب    |
| جزر رأس ورك            | 3         | البحر المتوسط  | كاب تريس فوركاس | أرخبيل مكون من ثلات جزر صغيرة معروفة لدى المحليين بجزر رأس ورك. | المغرب    | —         |
| جزيرة تشارنا           | 1         | البحر المتوسط  | كاب تريس فوركاس | جزيرة صغيرة موجودة قبالة شاطئ تشارنا و الذي يحمل نفس اسم الجزيرة. | المغرب    | —         |
| جزر الحسيمة            | 3         | البحر المتوسط  | الحسيمة         | أرخبيل مكون من ثلات جزر صغيرة هي: صخرة الحسيمة، جزيرة لا تييرا و جزيرة ديمار. تابعة لإسبانيا منذ عام 1559 | إسبانيا   | المغرب    |
| جزيرة قميرة            | 1         | البحر المتوسط  | باديس           | جزيرة صغيرة هي في الحقيقة عبارة عن أرخبيل مكون من ثلات جزر صغيرة قبالة شاطي قرية باديس المغربية. و تحتل إسبانيا الأرخبيل منذ عام 1563 | إسبانيا   | المغرب    |
| جزر كالا إيريس         | 2         | البحر المتوسط  | كالا إيريس      | جزيراتان صغيرتان قبالة شاطئ قرية كالا إيريس المغربي، و هما عبارة عن جزيرة كالا إيريس الكبيرة الموجودة شرقا، و جزيرة كالا إيريس الصغيرة غربا. | المغرب    | —         |
| جزيرة تورة             | 1         | البحر المتوسط  | قرية بليونش     | جزيرة قبالة ساحل قرية بليونش الموجودة بمنطقة جبل موسى، لاتسيطر إسبانيا على الجزيرة، لكنها ترفض الإعتراف بسيادة المغرب على الجزيرة و لاتسمح بتواجد عسكري مغربي، لكن صيادي المنطقة المغاربة يقيمون بصفة متقطعة في الجزيرة بين الفينة و الأخرى دون أن يثير ذلك مشاكل بين البلدين. | —         | المغرب    |
| جزر بونتا سيريس        | 2         | البحر المتوسط  | طنجة            | جزيرتان صغيرتان قرب ميناء طنجة المتوسط. | المغرب    | —         |
| جزيرة الصخيرات         | 1         | المحيط الأطلسي | الصخيرات        | جزيرة قبالة شاطئ مدينة الصخيرات | المغرب    | —         |
| جزيرة سيدي عبد الرحمان | 1         | المحيط الأطلسي | الدار البيضاء   | جزيرة قبالة شاطئ مدينة الدار البيضاء | المغرب    | —         |
| جزر الصويرة            | 17        | المحيط الأطلسي | الصويرة         | أرخبيل مكونة من 17 جزيرة صغيرة معظمها جزر صخرية. أهم هذه الجزر هي جزيرة موغادور التي تعتبر أكبر جزيرة، بالاضافة لجزيرة جرف فرعون المحاذية لها، و كذلك جزيرة الصويرة الصغيرة الموجودة قبالة ميناء المدينة.                                                                      | المغرب    | —         |
| صخرة كاسا ديل مار      | 1         | المحيط الأطلسي | طرفاية          | جزيرة صخرية قبالة سواحل مدينة طرفاية، تبعد بحوالي 100 متر عن الساحل، و قد قامت إسبانيا في فترة الاستعمار ببناء حصن فوق الصخرة، و هو مازال موجودا. | المغرب    | —         |
| جزيرة دراغون           | 1         | المحيط الأطلسي | الداخلة         | جزيرة تقع داخل خليج مدينة الداخلة | المغرب    | —         |